# Дугласка ела
Дугласката ела (Pseudotsuga) е род иглолистни еднодомни дървета от семейсто Борови. Среща се в Европа и по западното крайбрежие на Северна Америка. Височината на стъблото ѝ достига до 100 m, а диаметърът до 4 m. Като хабитус наподобява елата.
Дугласката ела е ядрови дървесен вид с добре очертано ядро и годишни пръстени. Годишните пръстени са широки. Дървесината е силно смолиста. Плътността ѝ е 550 kg/m³. Има висока еластичност и се използва за производството на мебели, врати и прозорци, стенни облицовки, шперплат, фурнир и др. Обработва се и се слепва добре.
Вероятно името произлиза от Douglas fir.